# Рідинна хроматографія — мас-спектрометрія

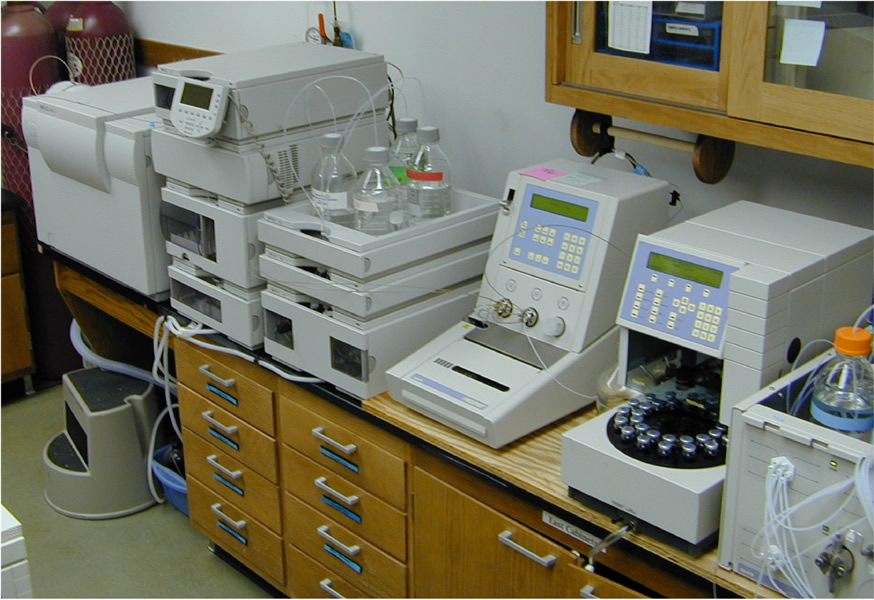
Інструмент для виконання РХ-МС

Рідинна хроматографія — мас-спектрометрія (РХ-МС, англ. Liquid chromatography-mass spectrometry, LC-MS) — це хімічний метод, в якому комбінуються можливості фізичного розділення рідинної хроматографії (або високоефективної рідинної хроматографії) з можливостями аналізу маси певних молекул методом мас-спектрометрії.

## Загальна характеристика
РХ-МС — це потужний високочутливий та вибірковий метод, застосовання якого дозволяє отримувати величезний масив даних, зокрема в протеоміці при вивченні протеому. РХ-МС застосовують для визначення та ідентифікації хімічних сполук в субстратах, що складаються з безлічі інших, наприклад, в біологічних рідинах: плазма, кістозна рідина; екстракти білків і пептидів тощо. В медичній науково-дослідній галузі застосовується для визначення протеому пухлин з метою ідентифікації маркерів злоякісних пухлин (діагностичних та прогностичних).